# 李光钿
李光钿（1923年2月9日—2020年8月15日），男，汉族，云南宣威人，旅居缅甸的中国远征军老兵。

## 生平
1922年腊月廿四生于云南省宣威县落水镇灰洞村。原名贾崇康，在家中排行第四，上面还有三个哥哥，但是由于家中贫困，便被父母过继给了几十里外的一户李姓人家，并被改为现名。在两家父母的资助下，他在本县读初中。
1940年，听说侵华日军即将攻入西南，李光钿决定放弃学业，自愿当兵。经过体检和考核后，步行至宣威红桥铺后辅营，进行基础入伍训练。一年后，李光钿所在部队调至曲靖，接受炮兵训练。考试合格后，李光钿被分发到永平县大花桥，编入国民革命军第71军新编第28师83团2营82炮兵排，李光钿任排长。1943年第二次组建远征军时，李光钿所在的部队编入中国远征军第11集团军，并奉命镇守怒江惠人桥。1944年5月底，他随部队强渡怒江，参加松山战役。在战斗中，新28师攻占竹子坡，攻克腊勐，收复阴登山。战至6月28日，因伤亡近70%而停顿修整。紧接着，新28师又投入龙陵战役。在炮轰龙陵城时，李光钿被一颗炮弹炸成重伤，后被紧急送往龙陵黄草坝军部医院接受治疗，最终保命。
第二次世界大战结束后，他没有回到军队。后来迁至缅甸密支那，靠着当修路工人、三轮车夫等维持生计。他一生都没有加入缅甸国籍，仅持有缅甸暂住证。他每年还需要向缅甸政府纳税，且外出、经商等活动均受到限制。他仅在1990年、2009年和2015年返回云南省的老家探望。2009年5月7日，宣威市公安部门为他办理了落户手续。但他不愿一个人独自在中国生活，只好再回到缅甸。
2005年，获得中国人民抗日战争胜利60周年纪念章（由中国驻缅甸大使馆转交）。
2020年8月15日凌晨3时，在缅甸密支那的家中逝世。

## 家庭
李光钿在缅甸认识了一位叫杨增芬的云南女子，她本是大家闺秀，后逃难至缅甸。两人成婚后育有3个女儿李玉晴、李玉鳳和1个儿子李玉明。